# Pachybrachis scriptidorsum
Pachybrachis scriptidorsum es una especie de insecto coleóptero de la familia Chrysomelidae.
Fue descrita científicamente en 1875 por Marseul.